# HSwMS Helsingborg (K32)
La HSwMS Helsingborg es una corbeta sueca de la clase Visby. Fue ordenada por el Gobierno sueco en 1995 y es el segundo barco de la clase construido por Kockums. Ha estado en servicio activo con el 31.er Escuadrón de Corbeta, 3ª Flotilla Naval de Guerra desde el 19 de diciembre de 2009.

## Historia
Kockums entregó la corbeta a la Defence Materiel Administration (FMV) el 24 de abril de 2006, cuando empezó sus extensas pruebas operacionales en mar, durante las cuales regresó al astillero en varias ocasiones.  El 12 de agosto de 2006 partió de Suecia hacia el mediterráneo. Regresó a Karlskrona 11 septiembre el mismo año.